# Oberonia longirachis
Oberonia longirachis là một loài thực vật có hoa trong họ Lan. Loài này được Seidenf. & H.A.Peders. mô tả khoa học đầu tiên năm 1995.